# Olszyna Lubańska
Olszyna Lubańska – obecnie przystanek, a wcześniej stacja kolejowa w Olszynie, w powiecie lubańskim; w województwie dolnośląskim, w Polsce. Przystanek obsługiwany jest przez Koleje Dolnośląskie (pociągi do Jeleniej Góry przez Gryfów Śląski oraz do Görlitz przez Lubań Śląski i Zgorzelec) oraz PKP Intercity (pociąg IC do Białegostoku przez Wrocław, Łódź i Warszawę).

## Ruch pasażerski
| Rok  | Wymiana pasażerska na dobę |
| ---- | -------------------------- |
| 2017 | 50-99                      |
| 2022 | 50-99                      |